# Холенбек
Холенбек (њем. Hollenbek) општина је у њемачкој савезној држави Шлезвиг-Холштајн. Једно је од 131 општинског средишта округа Херцогтум Лауенбург. Према процјени из 2010. у општини је живјело 448 становника. Посједује регионалну шифру (AGS) 1053054.

## Географски и демографски подаци
Холенбек се налази у савезној држави Шлезвиг-Холштајн у округу Херцогтум Лауенбург. Општина се налази на надморској висини од 41 метра. Површина општине износи 7,2 km². У самом мјесту је, према процјени из 2010. године, живјело 448 становника. Просјечна густина становништва износи 62 становника/km².